# Luis Murcia Chaparro
Luis Murcia Chaparro alias 'El Pequinés' (siglo XX-Arbelaez, Cundinamarca 11 de septiembre de 2014) fue un esmeraldero colombiano que participó en las denominadas guerras verdes.

## Biografía
Participó en la tercera guerra verde entre 1985 y 1990 un enfrentamiento entre grupos de esmeralderos, contra Víctor Carranza, Gilberto Molina (asesinado en 1989) y Gonzalo Rodríguez Gacha miembro del Cartel de Medellín (muerto en 1989) por la mina de Coscuez ubicada en San Pablo de Borbur (Boyacá) donde se enfrentaron grupos paramilitares liderados por los esmeralderos, dejando por lo menos 4000 muertos, y que terminó con la firma de la paz en julio de 1990 de Murcia con Carranza, entre otros esmeralderos y con mediación de la Iglesia.
Después de la guerra, fue hombre de confianza de Víctor Carranza y acusado por Pedro Rincón Castillo 'Pedro Orejas' de la muerte de su hijo, lo cual Murcia desmintió. En 2013 fue capturado su hermano por vínculos con el Clan del Golfo y el asesinato de Víctor Ramírez,  ex investigador del CTI y abogado de 'Pedro Orejas'.

## Asesinato
Fue asesinado en Arbelaez (Cundinamarca) el 11 se septiembre de 2014.